# Copinsay
Copinsay är en ö i Storbritannien.   Den ligger i kommunen Orkneyöarna och riksdelen Skottland, i den norra delen av landet, 800 km norr om huvudstaden London. Arean är 0,85 kvadratkilometer.
Terrängen på Copinsay är platt. Öns högsta punkt är 50 meter över havet. Den sträcker sig 1,3 kilometer i nord-sydlig riktning, och 1,3 kilometer i öst-västlig riktning.